# Д’Эррико, Камилла
Камилла д’Эррико (англ. Camilla d'Errico) — канадская художница и комиксистка.

## Биография

### Комиксы
Камилла Д’Эррико начала создавать комиксы в 2001 году, параллельно получая диплом Дизайнерского Колледжа Капиллано в Ванкувере. Её первые профессиональные комиксы были опубликованы издательством Committed Comics. Д’Эррико стала главным художником-графиком мини-серии комиксов Zevon-7. В 2004 авторская серия Камиллы Burn была издана компанией QEW Publishing, и затем в 2008 году переиздана Arcana Studios.
В 2006 году Камиллу Д’Эррико пригласили принять участие в работе над графической новеллой для певицы Аврил Лавин. Совместно с художником Джошуа Дизартом Д’Эррико создала новеллу из двух частей, которая получила название Make 5 Wishes; работа была издана в 2007 году издательствами Del Rey Manga и Random House в США и Tokyopop — в Азии. В 2007 году Камилла Д’Эррико работала над серией комиксов Serena Valentino, Nightmares & Fairy Tales (выпуски с 19 по 23).
Издательство Image Comics опубликовало пять мини-серий, созданных Камиллой. Все они представляют собой новеллы по мотивам видеоигры Sky Pirates of Neo Terra. Камилла Д’Эррико сотрудничает с автором комиксов Грантом Моррисоном в его авторском проекте The New Bible.
Также Д’Эррико издает свою серию комиксов Tanpopo, на основе произведения Гёте Фауст. Главная героиня — девушка Танпопо, обладающая сверчеловеческим интеллектом и совершенно лишенная эмоций. Танпопо продает свою душу дьяволу в обмен на шанс испытать эмоции, ощутить счастье и любовь. Второй том произведения использует мотивы Поэмы о старом моряке Сэмюэла Тейлора Кольриджа.

### Живопись

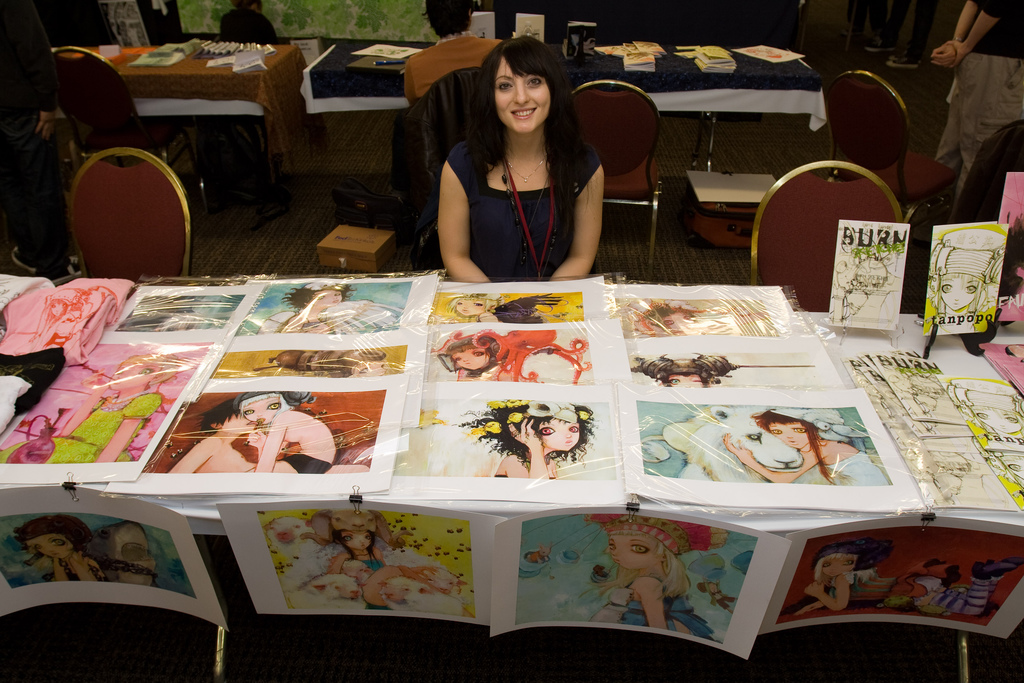
Камилла Д’Эррико на фестивале Stumptown Comic Festival, 2007 год

Карьера Камиллы Д’Эррико в качестве живописца началась в 2006 году после участия в выставке, проводившейся в Галерее Эйдена в Ванкувере. С 2007 года Д’Эррико активно участвует в выставках США и Канады. Работы Д’Эррико относят к стилю поп-сюрреализма; картины, в основном, представляют собой яркие изображения девочек и молодых женщин. Часто вместе с девушками на картинах присутствуют различные животные. Основной характерной чертой работ является передача эмоций, зачастую сложных и тонких, чему способствует интенсивность и глубина проработки изображения.

### Коммерческие проекты
Камилла Д’Эррико создавала иллюстрации и дизайн для фирм Ride Snowboards, Hasbro Toys, Wizkids, Microsoft Zune, OSO Design House и других.
В июне 2009, Neverwear.net выпустил совместную работу Д’Эррико и Нила Геймана на основе его рассказа «How to Talk to Girls at Parties».

### Игрушки
Камилла Д’Эррико является дизайнером игрушек для многих компаний: Ad Funture, Osaka Popstar, DCTO Jibun Project, Mindstyle, серии игрушек от The Walt Disney Company («Stitch Experiment») и Hasbro для Lucasfilm («The Empire Muggs Back»). Также художница создала собственную линию виниловых и мягких игрушек Kuro Plush.